# مکا (سبک)

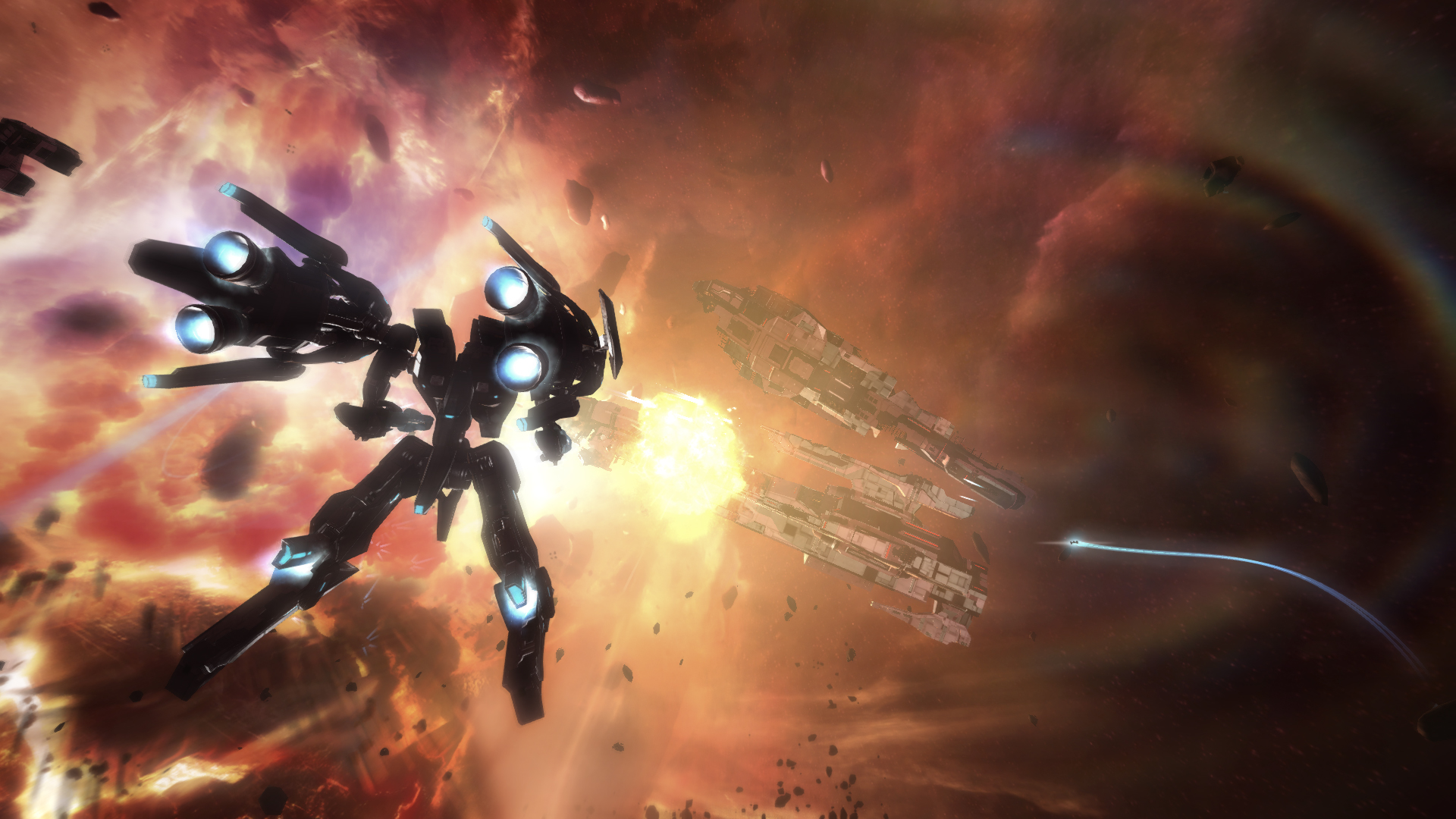
استرایک سوت زیرو، یک بازی ویدئویی در سبک جنگ فضایی که طراحی از سبک مکا را نشان می‌دهد.

مکا (به انگلیسی: Mecha) سبکی علمی–تخیلی به حساب می‌آید که تمرکز آن بر روی روبات‌ها و ماشین آلاتی است که توسط انسان‌ها کنترل می‌شوند، یا به عبارتی روبات‌ها به جای انسان‌ها نقش‌آفرینی می‌کنند. این روبات‌ها از نظر اندازه و شکل بسیار با یکدیگر متفاوت هستند و معمولاً صحنه‌های این سبک با مبارزه‌های بزرگ و انفجارهای بسیار زیاد همراه است و شخصیت‌های آن می‌توانند شکلی انسان‌نما، یا شبیه به حیوانات و حالت فرشته‌ای داشته باشند که هدف آن‌ها نجات دنیا است.